# Presentatoio
Il presentatoio è un tipo di  stoviglia, presente dal 770-730 a.C., utilizzata per "presentare" una zuppiera (ad esso artisticamente abbinata) e trasportarla senza scottarsi le mani.
L'oggetto artistico era fabbricato in impasto lisciato di ceramica, e nei secoli successivi il presentatoio venne prodotto anche in altri materiali, come ad esempio il bronzo.
Il presentatoio spesso era decorato con lo stemma della famiglia di appartenenza.